# Theodor Adolf Wilhelm Schröder
Peter Schröder (* 15. Juli 1890 in Gaarden bei Kiel als Theodor Adolf Wilhelm Schröder; † 4. November 1981 in Herrsching am Ammersee) war ein deutscher Schriftsteller, Redakteur und kaufmännischer Angestellter. Er gehörte zum Kreis um Paul Zech und gilt als Vertreter des literarischen Expressionismus. Die Werke Schröders zeichnen sich vor allem durch ihre humoristische Färbung aus.

## Leben
Peter Schröder war der Sohn von Dorothea Bode (1865–1956) und Adolf Heinrich Otto Schröder (1865–1931), der die „Kaufmännische Lehranstalt Adolf Schröder“ in Kiel leitete. Nach der Volksschule besuchte Peter Schröder das Gymnasium und arbeitete ab dem Jahr 1912 als Buchhandlungsgehilfe. Es folgten kurzzeitige Aufenthalte in Plauen, München und Hamburg, bis Schröder nach Elberfeld (heute: Wuppertal) zog und dort als Redakteur tätig wurde. Im Mai 1914 heiratete er Hertha Chrzescinski (1888–?). Aus ihrer Ehe gingen die Söhne Hans-Peter (1915–?) und Rolf (1916–?) sowie die Zwillingsmädchen Dorothea (1922–?) und Lilli (1922–?) hervor.
Im Jahr 1916 erschien im Landhaus Verlag Schröders erstes literarisches Werk, das den Titel Mathias Erikson. Irrwege eines Knaben trägt. Im selben Jahr trat Schröder auch als Herausgeber in Erscheinung und veröffentlichte gemeinsam mit Karl Robert Schmidt den Band Sonnenleuchten. Eine Künstlergabe an das Bergische Land, in dem auch Gedichte Schröders enthalten sind. 1918 folgte die Veröffentlichung von Schröders Lyriksammlung Kleines Kaleidoskop. Im darauffolgenden Jahr wurde Schröders Novelle Daniel Decklnagel in der Zeitschrift Genius abgedruckt, die von Carl Georg Heise (1890–1979), Hans Mardersteig (1892–1977) und Kurt Pinthus (1886–1975) herausgegeben worden ist. Im Jahr 1920 erschienen mit Guten Abend, Marie! und Der Sprung in den Sonnenkringel gleich zwei Novellen Schröders im Albert Langen Verlag. Für erstere lieferte Olaf Gulbransson eine Grafik für die Umschlagseite. Schröder widmete das Werk dem Psychologen August Vetter. Die Grafik auf der Frontseite der Novelle Der Sprung in den Sonnenkringel stammte hingegen von einem gewissen KA, wobei davon auszugehen ist, dass es sich hierbei um Wassily Kandinsky handelt.
1928 zog Schröder mit seiner Familie nach Wiesdorf (heute: Leverkusen) und war bei Bayer in der pharmazeutisch-wissenschaftlichen Abteilung für künstlerische Gestaltung tätig. Ab 1934 gehörte Schröder Bayers „Werbetechnischem Atelier für wissenschaftliche Propaganda“ an und war als Redakteur an der Herausgabe der firmeneigenen Zeitschrift Die Brücke beteiligt. Während des Zweiten Weltkrieges war Schröder Angehöriger der Wehrmacht. Nach Ende des Krieges nahm er eine Stelle als kaufmännischer Angestellter in Leverkusen an. Mit Ellen Prabel ging Schröder eine zweite Ehe ein, die im Jahr 1956 geschieden wurde. 1957 heiratete Schröder erneut und schloss eine Ehe mit der Literaturwissenschaftlerin Elisabeth von Schmädel (1914–1998), die über den Roman von Paul Ernst promovierte, und ließ sich mit ihr zunächst in Siegsdorf im Landkreis Traunstein nieder. Zwei Jahre später zog das Ehepaar nach Herrsching, wo Peter Schröder 1981 im Alter von 91 Jahren starb.

## Werke
- Mathias Erikson. Irrwege eines Knaben. Jena: Landhaus Verlag 1916.
- Kleines Kaleidoskop. Gedichte. In: Die westfälische Dichtung in Flugblättern, Erste Reihe, Blatt 2, hg. von Carl Salm. Köln: Salm Verlag 1918.
- Daniel Decklnagel. Novelle. In: Genius. Zeitschrift für werdende und alte Kunst, 1. Bd., hg. von Carl Georg Heise, Hans Mardersteig und Kurt Pinthus. München: Kurt Wolff Verlag 1919, S. 133–150.
- Guten Abend, Marie!. München: Albert Langen Verlag 1920.
- Der Sprung in den Sonnenkringel. München: Albert Langen Verlag 1920.
- Der Schrei der Bajadere. In: Velhagen & Klasings Monatshefte, 44. Jg., 6. Heft (Februar 1930). Berlin [u. a.]: Velhagen & Klasing 1930, S. 659–663.

## Herausgeberschaft
- mit Karl Robert Schmidt: Sonnenleuchten. Eine Künstlergabe an das Bergische Land. Düsseldorf: L. Schwann 1916.